# Midden-Noordzee Groep
De Midden-Noordzee Groep (code: NM) is een groep die deel uitmaakt van de Noordzee Supergroep. De formaties van deze groep vormen een deel van het oppervlak van Nederland en met die van de Boven-Noordzee Groep en de Onder-Noordzee Groep de ondiepe ondergrond van Nederland. De groep bestaat uit afzettingen uit het Paleogeen (Tertiair).